# Encarta
Encarta – multimedialna encyklopedia wydawana do 2009 przez Microsoft Corporation. W 2005 roku angielska wersja, Encarta Premium, zawierała około 100 tys. artykułów wraz z ilustracjami oraz nagraniami wideo i była dostępna w Internecie dzięki subskrypcji lub poprzez zakupienie wersji pudełkowej. Większość artykułów dostępna była za darmo w serwisie Microsoftu utrzymywanym z reklam.
Microsoft publikował pod tym samym tytułem podobne encyklopedie w innych językach, m.in. niemieckim, francuskim, hiszpańskim, niderlandzkim, włoskim i japońskim. Poszczególne wersje narodowe różniły się między sobą zawartością.
Edycja Encarty z roku 2003 wywołała w Polsce skandal, który szerokim echem odbił się w mediach. Polska przedstawiona została w sposób nierzetelny. Dostarczane ilustracje nie były zgodne z rzeczywistością roku 2003, chociaż były przedstawiane jako aktualne.
Microsoft zamknął wszystkie wersje językowe (z wyjątkiem japońskiej) encyklopedii 31 października, a wersję japońską 31 grudnia 2009. Obecnie w wersji online działa tylko słownik. 